# Bernd Wannenwetsch
Bernd Wannenwetsch (* 1959) ist ein deutscher evangelischer Theologe.

## Leben
Von 1979 bis 1985 studierte er Theologie und Philosophie in München und Erlangen. Von 1988 bis 1993 war er Pfarrer der Evangelisch-Lutherischen Kirche in Bayern. Nach der Promotion 1992 und Habilitation 1996 an der Universität Erlangen-Nürnberg lehrte er von 1996 bis 1999 als Privatdozent für Systematische Theologie in Erlangen. 2000 vertrat er die Professur für Systematische Theologie an der Universität Mainz. Von 2000 bis 2010 war er University Lecturer, University of Oxford, Fellow of Harris Manchester College. Von 2008 bis 2011 war er Vorsitzender der Theologischen Fakultät der Universität Oxford. Von 2010 bis 2011 lehrte er als Professor für Systematische Theologie und Ethik, Universität Oxford. Von 2009 bis 2011 war er Dean of Chapel, Harris Manchester College, Universität Oxford. Von 2011 bis 2013 hatte er den Lehrstuhl für Theologische Ethik, Universität Aberdeen inne. Von 2012 bis 2013 leitete er als Präsident die Society for the Study of Christian Ethics in Großbritannien. Seit 2016 ist er Lehrbeauftragter für Praktische Theologie, STH Basel. Seit 2016 ist er Gastdozent am Theologischen Seminar St. Chrischona. Seit 2017 ist er Research Associate an der Universität Zürich. Seit 2017 lehrt er als Honorarprofessor für Systematische Theologie und Ethik an der FTH Gießen.
Seine Forschungsschwerpunkte sind Grundsatzfragen der theologischen Ethik, Quellen der Ethik (Schrift, Tradition, Gottesdienst), politische Ethik, Theologie des Gottesdienstes und der Musik, Theologie Luthers, Bonhoeffers, Hauerwas’, Ekklesiologie, Homiletik, theologische Schriftexegese (Paulus), theologische Kulturkritik und anglophone Theologie.

## Schriften (Auswahl)
- Die Freiheit der Ehe. Das Zusammenleben von Frau und Mann in der Wahrnehmung evangelischer Ethik (= Evangelium und Ethik Band 2). Neukirchener, Neukirchen-Vluyn 1993, ISBN 3-7887-1470-0 (zugleich Dissertation, Erlangen 1992).
- Gottesdienst als Lebensform – Ethik für Christenbürger. Kohlhammer, Stuttgart/Berlin/Köln 1997, ISBN 3-17-014841-9 (zugleich Habilitationsschrift, Erlangen 1996).
  - Political worship. Ethics for Christian citizens (= Oxford studies in theological ethics). Oxford University Press, Oxford/New York 2004, ISBN 0-19-925387-0 (zugleich Habilitationsschrift, Erlangen 1996).
- mit Robert Spaemann: Guter schneller Tod? Von der Kunst menschenwürdig zu sterben. Brunnen, Basel/Gießen 2013, ISBN 3-7655-1612-0.
- mit Dominik Klenk und Roland Werner: Yoube. Evangelischer Jugendkatechismus. Fontis – Brunnen, Basel 2015, ISBN 978-3-03848-050-1.